# Lucas 6

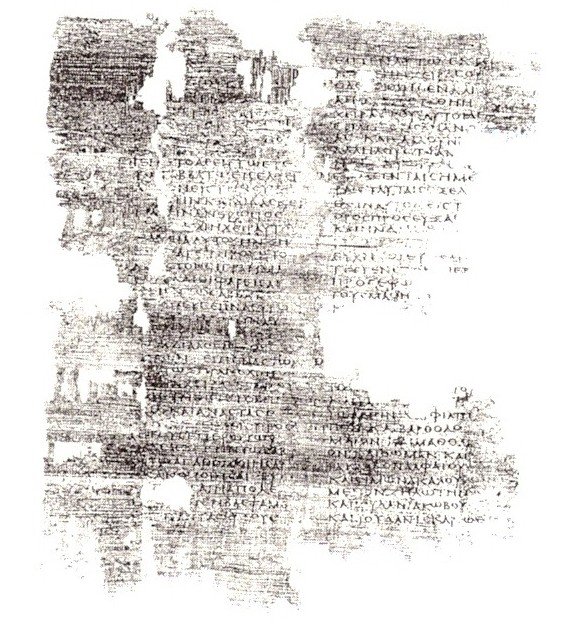
Papyrus 4, 150-175 CE

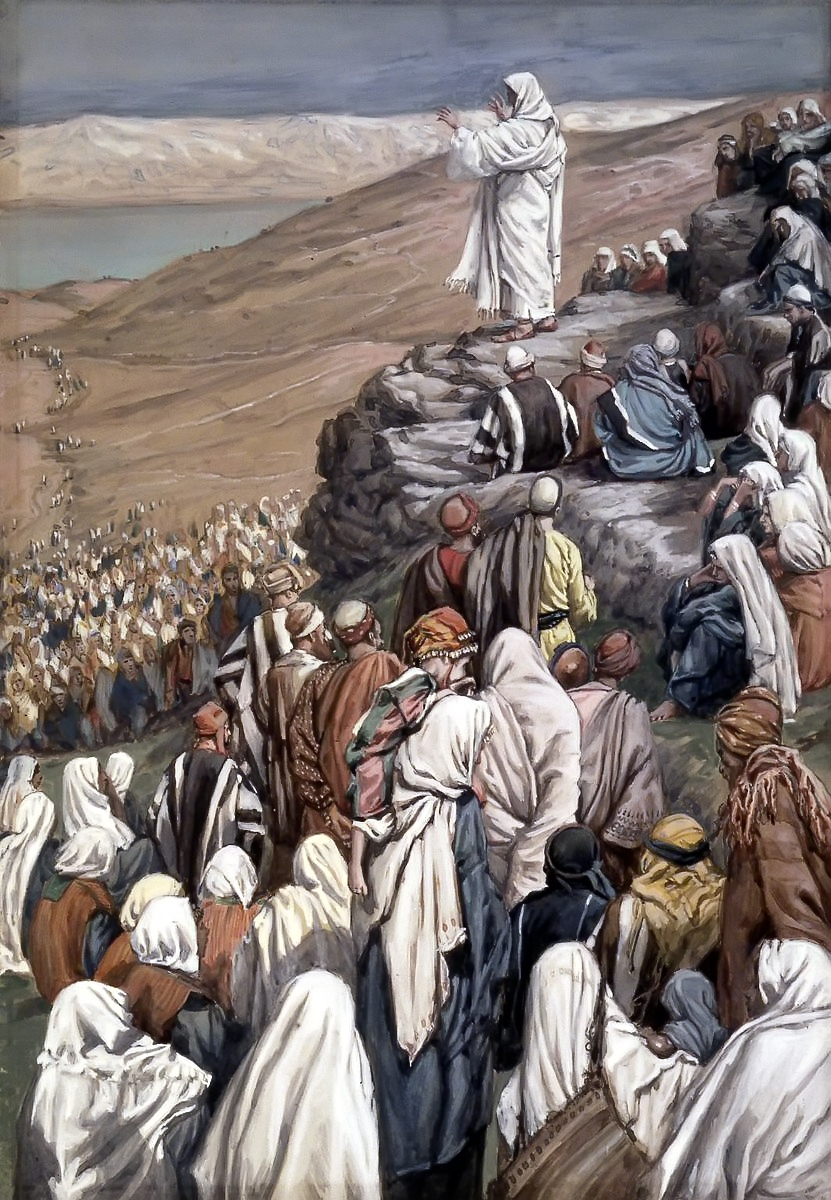
James Tissot, El sermón de las Bienaventuranzas, Museo de Brooklyn, c. 1890

Lucas 6 es el sexto capítulo del Evangelio de Lucas del Nuevo Testamento de la Biblia cristiana. Biblia, tradicionalmente atribuido a Lucas el Evangelista, compañero de Pablo el Apóstol en sus viajes misioneros. La enseñanza de Jesús sobre el Sabbat enfurece a las autoridades religiosas y profundiza su conflicto. Se relata la selección de doce apóstoles y, a continuación, el «Sermón del llano», donde se presentan aspectos clave de la enseñanza de Jesús.

## Texto
El texto original está escrito en griego koiné. Este capítulo se divide en 49 Versículos.

### Testigos textuales
Algunos manuscritos antiguos que contienen el texto de este capítulo son:
- Papiro 4 (150-175 d. C.; Versículos existentes: 1-16)[2]
- Papiro 75 (175-225)
- Codex Vaticanus (325-350)
- Codex Sinaiticus (330-360)
- Codex Bezae (~400)
- Codex Washingtonianus (~400)
- Codex Alexandrinus (400-440)
- Codex Ephraemi Rescriptus (~450)

## El conflicto del sábado (6:1-11)
Lucas relata dos acontecimientos relacionados con las acciones de Jesús en sábado y las diferencias entre sus enseñanzas y las de los fariseos sobre el significado del día de reposo. Estos acontecimientos llevan a un conflicto cada vez mayor entre Jesús y las autoridades religiosas.

### Señor del sábado
Esta historia se cuenta en los evangelios sinópticos (Marcos 2:23-28, Mateo 12:1-8, Lucas 6:1-5). Los discípulos de Jesús son acusados de quebrantar la Ley (Éxodo 20:8-11) por las autoridades judías, que los ven arrancar trigo, rozarlo y comerlo durante el sábado. Jesús invita a su auditorio a recordar las acciones de David y sus hombres que, cuando tuvieron hambre, recibieron el pan de la proposición (Samuel 21:1-6). Jesús indica que él -el Hijo del Hombre - es el Señor del sábado. El texto del Evangelio de Marcos sobre el propósito del sábado, El sábado fue hecho para el hombre, y no el hombre para el sábado, no se repite en Lucas.
Lucas sitúa el acontecimiento en una fecha concreta: en griego εν σαββατω δευτεροπρωτω. (en sabbatō deuteroprōtō), traducido en la King James Version como «en el segundo sábado después del primero». Esta frase no se encuentra en ninguna otra parte del Evangelio, y se omite en algunos manuscritos antiguos, en la Nueva Versión Internacional y en algunas otras versiones modernas. El escritor evangélico Jeremy Myers sugiere que podría haber sido el día de Shavuot (Fiesta de las Semanas), lo que daría a la acción de Jesús un significado añadido. Sólo los sacerdotes podían recoger trigo y procesarlo en sábado para cocer el pan de la proposición (que podían comer). Jesús extiende este privilegio a sus discípulos: en esencia, en su enseñanza, el sacerdocio está abierto a todos. Esta acción representa una ruptura radical con las formas y estructuras tradicionales, y socava el estatus especial de los sacerdotes.

### Inserción después del Versículo 4
El manuscrito Códice de Beza contiene un Versículo adicional que la Biblia de Jerusalén califica de «interesante, pero probablemente espurio»:
Cuando aquel mismo día vio a un hombre que trabajaba en sábado, le dijo: «¡Hombre, si sabes lo que haces, eres dichoso! Pero si no lo sabes, eres maldito y transgresor de la ley".
La referencia al conocimiento sugiere que este Versículo podría reflejar influencia gnóstica.

### La curación en sábado
La historia se cuenta en los evangelios sinópticos (Marcos 3:1-6, Mateo 12:9-13, Lucas 6:6-11). En una sinagoga, Jesús llama a un hombre con una mano seca en sábado. La sinagoga era posiblemente la de Cafarnaúm, pero muchos comentaristas sostienen que «es imposible decir dónde estaba la sinagoga a la que pertenecían [los] fariseos». Curándole mediante el mandato verbal: «Extiende tu mano», Jesús desafía a las autoridades sacerdotales. No discuten con él directamente, sino que se «llenan de ira» (Versículo 11 en la Nueva Versión de la Vida, RVL). El sábado comienzan a conspirar contra Jesús, ignorando su pregunta: «Os preguntaré una cosa. ¿Dice la Ley que hagamos el bien en el día de descanso o que hagamos el mal? ¿Salvar la vida o matar?» (LBLA).

### Comentarios
En los pasajes de  Mateo 12:1-14 y Marcos 2:23-3:6, se narran dos controversias sobre el sábado donde Jesús muestra su autoridad divina y enseña el verdadero sentido del descanso sabático.
Los discípulos recogen espigas en sábado (Mateo 12:1-8; Marcos 2:23-28):
Mateo 12:1-8: Los fariseos critican a los discípulos por recoger espigas en sábado. Jesús responde citando el ejemplo de David, quien comió los panes sagrados cuando tenía hambre, y afirma que "el Hijo del Hombre es Señor del sábado".
Marcos 2:23-28: Jesús dice que el sábado fue hecho para el hombre, no el hombre para el sábado, subrayando que él es "Señor incluso del sábado".
Curación en sábado
Mateo 12:9-14: Jesús cura a un hombre con una mano seca en sábado. Cuando los fariseos cuestionan si es lícito sanar en sábado, Jesús argumenta que es correcto hacer el bien en sábado, y los fariseos comienzan a tramar contra él.
Marcos 3:1-6: En una sinagoga, Jesús sana a un hombre en sábado y desafía a los presentes preguntando si es lícito hacer el bien o el mal en sábado. Los fariseos, enfurecidos por su acción, planean destruirlo.
En estas controversias, Jesús destaca que el sábado debe beneficiar al ser humano y no ser una carga, mostrando su autoridad sobre las leyes sabáticas y contrastando con la rigidez de los fariseos.

«¡Oh fariseo!, ves al que hace cosas prodigiosas y cura a los enfermos en virtud de un poder superior y tú proyectas su muerte por envidia»

Este episodio también  enseña que no se debe permitir que la limitada comprensión humana ponga en duda la grandeza del Señor:

«La mano seca se volvió sana, mientras que la aridez mental de los judíos permaneció igual. Porque al salir, como dice la lectura, deliberaban qué hacer con Jesús. ¿Deliberas tú también sobre lo que tienes que hacer? Adórale como Dios, da culto al autor de los milagros, adora al Hombre que está por encima de los hombres»

## La elección de los doce apóstoles (6:12-16)
Después de retirarse en oración a un monte, Jesús elige a doce apóstoles, según Lucas (6:12-16):
Simón (a quien llamó Pedro), su hermano Andrés, Santiago, Juan, Felipe, Bartolomé, Mateo, Tomás, Santiago hijo de Alfeo, Simón llamado el Zelote, Judas hijo de Santiago y Judas Iscariote, que se convirtió en traidor.
El hábito de Jesús de pasar tiempo en oración se menciona varias veces en Lucas: Lucas 3:21, Lucas 5:15, Lucas 9:18 y Lucas 9:29, y Lucas 22:41. La comisión de los Doce también se relata en Mateo 10:1-4 y Marcos 3:13-19.

### Comentarios
Para establecer el Reino de Dios, Jesús funda un nuevo Pueblo de Dios, la Iglesia. Con ese propósito, elige, da poderes e instruye a los Doce Apóstoles, quienes reemplazan a los antiguos doce patriarcas de las tribus de Israel y forman el núcleo inicial de su Iglesia.  

«Los envió, en primer lugar, a los hijos de Israel y luego a todos los pueblos para que, participando de su potestad, hicieran a todos los pueblos sus discípulos, los santificaran y los gobernaran, y así extendieran la Iglesia y estuvieran al servicio de ella como pastores bajo la dirección del Señor, todos los días hasta el fin del mundo»

El evangelista destaca que la misión de los Apóstoles es una continuación directa de la obra de Cristo, quien les otorgó el poder de "curar todas las enfermedades y dolencias". Jesús envió a los Apóstoles a todas las naciones y prometió estar con ellos hasta el fin de los tiempos. Por ello, la Iglesia sostiene que esta autoridad apostólica ha sido transmitida a sus sucesores.
Con la institución del colegio apostólico comienza una nueva sección del Evangelio. Jesús lleva a cabo su misión con los apóstoles en Galilea, que incluye la predicación —reflejada en el Sermón del llano y el «Discurso de las Parábolas» en el capítulo 8— y las curaciones. Lucas narra prácticamente los mismos milagros que los otros sinópticos, pero añade la resurrección del hijo de la viuda de Naín, realizada por Jesús movido por la misericordia, una virtud destacada en el Discurso del Llano.

En orden a apacentar el Pueblo de Dios y acrecentarlo siempre, Cristo Señor instituyó en su Iglesia diversos ministerios ordenados al bien de todo el Cuerpo. Porque los ministros que poseen la sagrada potestad están al servicio de sus hermanos, a fin de que todos cuantos son miembros del Pueblo de Dios y gozan, por tanto, de la verdadera dignidad cristiana, tiendan todos libre y ordenadamente a un mismo fin y lleguen a la salvación. (…) Jesucristo, eterno Pastor, edificó la santa Iglesia enviando a sus Apóstoles como Él mismo había sido enviado por el Padre, y quiso que los sucesores de éstos, los Obispos, hasta la consumación de los siglos, fuesen los pastores en su Iglesia. Pero para que el episcopado mismo fuese uno solo e indiviso, estableció al frente de los demás Apóstoles al bienaventurado Pedro, y puso en él el principio visible y perpetuo fundamento de la unidad de fe y de comunión.

## El Sermón del llano (6:17-49)
A la comisión de los apóstoles le sigue una descripción de la multitud reunida de toda Judea y Jerusalén, y de la costa de Tiro y Sidón, y luego un sermón en el que expone aspectos clave de las enseñanzas de Jesús. En la sección paralela del evangelio de Mateo, se dice que las multitudes procedían de Galilea, y de la Decápolis, Jerusalén, Judea y más allá del Jordán. La descripción de Marcos es la más extensa de los tres evangelios sinópticos: «le seguía una gran multitud de Galilea, y de Judea y de Jerusalén y de Idumea y del otro lado del Jordán; y los de Tiro y Sidón». La Biblia de Cambridge para Escuelas y Colegios concluye «así que había judíos, griegos, fenicios y árabes entre los oyentes de nuestro Señor».

### Las cuatro Bienaventuranzas y los cuatro ayes (6:20-26)
El sermón comienza con una serie de enseñanzas sobre las cuatro Bienaventuranzas y los cuatro ayes. El sermón puede compararse con el más extenso Sermón de la Montaña relatado por el Evangelio de Mateo. Ambos parecen tener lugar poco después de la elección de los Doce Apóstoles que presenta Jesús en una montaña. En Lucas, pronuncia el sermón bajo de la montaña, en un lugar llano: el teólogo luterano Johann Bengel sugiere que quizás a mitad de la montaña: «un lugar más adecuado para dirigirse a una gran audiencia que una llanura completamente llana». Algunos estudiosos creen que el Sermón de la Montaña y el Sermón de la Llanura son el mismo sermón, mientras que otros sostienen que Jesús predicó con frecuencia temas similares en lugares diferentes. Lucas relatará más tarde los seis ayes de los fariseos.

### Comentarios
Aquí comienza un discurso similar al Sermón del Monte de Mateo, aunque este es considerablemente más breve: 30 versículos frente a los 111 de Mateo. Ambos evangelistas mencionan que la audiencia era una multitud, pero Lucas sitúa el evento en un lugar llano, después de descender del monte, mientras que Mateo lo ubica en una montaña. Es probable que el primer evangelista evocara con este gesto la entrega de la Ley en el monte Sinaí, mientras que Lucas, al recordar que Jesús predicaba en lugares accesibles, subraya la cercanía del Señor con la gente y el carácter universal de su mensaje.
Como en otros pasajes de los evangelios, las diferencias entre ellos no disminuyen su historicidad. La Iglesia enseña que estos textos no son meras crónicas contemporáneas, ya que 

los autores sagrados compusieron los cuatro Evangelios escogiendo datos de la tradición oral o escrita, reduciéndolos a síntesis, adaptándolos a la situación de las diversas Iglesias, conservando el estilo de proclamación: así nos transmitieron siempre datos auténticos y genuinos acerca de Jesús.

En la comparación con Mateo 5,1-7,29, se puede inferir la existencia de una fuente común, probablemente escrita, que recogió una importante sesión de predicación de Jesús cerca del Mar de Galilea. En el texto de Lucas, se distinguen tres partes: las Bienaventuranzas e imprecaciones, el amor a los enemigos y las enseñanzas sobre la rectitud de corazón

#### Versículo 20
Y él [Jesucristo] alzó los ojos sobre sus discípulos, y dijo:
[1] Bienaventurados vosotros los pobres, porque vuestro es el reino de Dios. 

#### Versículo 21
[2] Bienaventurados los que ahora tenéis hambre, porque seréis saciados.
[3] Bienaventurados los que ahora lloráis, porque reiréis 

#### Versículo 22
[4] Bienaventurados seréis cuando los hombres os aborrezcan, y cuando os aparten de su compañía, y os vituperen, y desechen vuestro nombre como malo, por causa del Hijo del hombre. 

### Comentarios
Las nueve Bienaventuranzas del primer evangelio (cfr Mt 5,3-12 y nota) las resume Lucas en cuatro, pero acompañadas de cuatro antítesis o «ayes».

...la bienaventuranza prometida nos coloca ante opciones morales decisivas. Nos invita a purificar nuestro corazón de sus malvados instintos y a buscar el amor de Dios por encima de todo. Nos enseña que la verdadera dicha no reside ni en la riqueza o en el bienestar, ni en la gloria humana o el poder, ni en ninguna obra humana, por útil que sea, como las ciencias, las técnicas y las artes, ni en ninguna criatura, sino sólo en Dios, fuente de todo bien y de todo amor.

En Mateo, las Bienaventuranzas están expresadas en tercera persona del plural, mientras que en Lucas se encuentran en segunda persona, dirigiéndose directamente a los oyentes. Bienaventurado es el discípulo de Cristo que realmente es «pobre», que «ahora» está en situación de indigencia y persecución, ya que esto es un signo de bendición. No hay que mirar las cosas desde la perspectiva del mundo, sino desde la perspectiva de Dios. Por eso, las Bienaventuranzas no se orientan solo a una actitud ante los bienes y las dificultades, sino a los hechos que manifiestan la verdadera actitud del discípulo:

Todo cristiano corriente tiene que hacer compatibles, en su vida, dos aspectos que pueden parecer a primera vista contradictorios. Pobreza real, que se note y se toque —hecha de cosas concretas—, que sea una profesión de fe en Dios, una manifestación de que el corazón no se satisface con las cosas creadas. (…) Y, al mismo tiempo, ser uno más entre sus hermanos los
hombres, de cuya vida participa, con quienes se alegra, con los que colabora, amando el mundo y todas las cosas buenas que hay en el mundo, utilizando todas las cosas creadas para resolver los problemas de la vida humana, y para establecer el ambiente espiritual y material que facilita el desarrollo de las personas y de las comunidades.

En Lucas, que es el evangelio que recoge más veces la palabra «bienaventurado», el modelo de la bienaventuranza es la Virgen María, espejo también para el discípulo de Cristo:

Bienaventurada el alma de la Virgen que, guiada por el magisterio del Espíritu que habitaba en Ella, se sometía siempre y en todo a las exigencias de la Palabra de Dios. Ella no se dejaba llevar por su propio instinto o juicio, sino que su actuación exterior correspondía siempre a las insinuaciones internas de la sabiduría que nace de la fe. Convenía, en efecto, que la sabiduría divina, que se iba edificando la casa de la Iglesia para habitar en Ella, se valiera de María Santísima para lograr la observancia de la ley, la purificación de la mente, la justa medida de la humildad y el sacrificio espiritual. Imítala tú, alma fiel. Entra en el templo de tu corazón, si quieres alcanzar la purificación espiritual y la limpieza de todo contagio de pecado.

En las palabras del Señor se revela una verdad profunda: el cristiano debe seguir el camino de Cristo, que no transcurre entre riquezas ni alabanzas mundanas. El camino de Cristo fue uno de afrentas, y el del cristiano no puede ser distinto. Los Apóstoles lo recordaron así: «Que ninguno de vosotros sufra por ser homicida, ladrón, malhechor o entrometido en lo ajeno; pero si es por ser cristiano, que no se avergüence, sino que glorifique a Dios por llevar este nombre». 
Los primeros cristianos también entendieron esto frente a las tribulaciones:

Lo único que para mí habéis de pedir es que tenga fortaleza interior y exterior, para que no sólo hable, sino que esté también interiormente decidido, a fin de que sea cristiano no sólo de nombre, sino también de hecho. Si me porto como cristiano, tendré también derecho a este nombre y, entonces, seré de verdad fiel a Cristo, cuando haya desaparecido ya del mundo. (…) Lo que necesita el cristianismo, cuando es odiado por el mundo, no son palabras persuasivas, sino grandeza de alma.

### Ama a tus enemigos (6:27-36)
Como enseñanza clave de Jesús, este dicho sigue inmediatamente después de las cuatro Bienaventuranzas y los ayes. Jesús amplía el tema indicando que amar a la gente que te ama no tiene nada de especial, sino que reta a sus oyentes a amar a quienes les odian, y pide a sus seguidores que sean misericordiosos como el Padre. La sección también contiene lo que se considera la Regla de Oro.

#### Versículo 35
Pero amad a vuestros enemigos, haced el bien y prestad sin esperar nada a cambio, y vuestra recompensa será grande y seréis hijos del Altísimo, porque él es bueno con los ingratos y los malos". 
- «Los ingratos y los malos»: o «los ingratos» y «los inmorales».[40]

### Comentarios
Estas palabras, situadas después de las bienaventuranzas, pueden considerarse el centro de la doctrina de Jesús respecto al amor y la misericordia que los cristianos deben mostrar hacia los demás, especialmente a través del perdón. Jesús, durante su vida terrenal y de manera particular en la cruz, nos ofreció un ejemplo claro de esto.

En el hecho de amar a nuestros enemigos se ve claramente cierta semejanza con nuestro Padre Dios, que reconcilió al género humano, que estaba en enemistad con Él y le era contrario, redimiéndole de la eterna condenación por medio de la muerte de su Hijo.

En los primeros versículos (27-30), Jesús menciona varias ofensas que podemos sufrir y cómo debemos responder a ellas. Utilizando un estilo semita caracterizado por los contrastes, destaca la enseñanza que se resume en el versículo 31: Como queráis que hagan los hombres con vosotros, hacedlo de igual manera con ellos. Los versículos 32-34 preparan el terreno para la declaración de la verdadera motivación de esa conducta: es el comportamiento propio de un hijo de Dios (v. 35) que busca imitar a su padre misericordioso (v. 36). Este versículo —Sed misericordiosos como vuestro Padre es misericordioso— es casi paralelo al que se encuentra en el Sermón de la Montaña según Mateo: Sed perfectos como vuestro Padre celestial es perfecto (Mt 5,48). La manera de acercarse a Dios es a través de la misericordia, y por eso Jesús, Hijo de Dios, es la encarnación de la misericordia divina.

«Todos desean alcanzar misericordia, pero son pocos los que quieren practicarla. (…) Oh hombre, ¿cómo te atreves a pedir, si tú te resistes a dar? Quien desee alcanzar misericordia en el cielo debe él practicarla en este mundo. (…) Existe, pues, una misericordia terrena y humana, y una celestial y divina. ¿Cuál es la misericordia humana? La que consiste en atender a las miserias de los pobres. ¿Cuál es la misericordia divina? Sin duda, la que consiste en el perdón de los pecados. Todo lo que da la misericordia humana en este tiempo de peregrinación se lo devuelve después la misericordia divina en la patria definitiva. Dios en este mundo, padece frío y hambre en la persona de todos los pobres, como dijo Él mismo: Cada vez que lo hicisteis con uno de éstos, mis humildes hermanos, conmigo lo hicisteis. El mismo Dios, que se digna dar en el cielo, quiere recibir en la tierra.

Finalmente, con la invitación a la generosidad en los versículos 37-38, Jesús concluye la idea del premio eterno que había mencionado previamente.

El Señor añade una condición necesaria e ineludible, que es, a la vez, un mandato y una promesa, esto es, que pidamos el perdón de nuestras ofensas en la medida en que nosotros perdonamos a los que nos ofenden, para que sepamos que es imposible alcanzar el perdón que pedimos de nuestros pecados si nosotros no actuamos de modo semejante con los que nos han hecho alguna ofensa. Por ello, dice también en otro lugar: La medida que uséis, la usarán con vosotros. Y aquel siervo del Evangelio, a quien su amo había perdonado toda la deuda y que no quiso luego perdonarla a su compañero, fue arrojado a la cárcel. Por no haber querido ser indulgente con su compañero, perdió la indulgencia que había conseguido de su amo.

### Juzgar a otros
Jesús lanza una advertencia de no juzgar a los demás.

### El ciego guiando al ciego
Esta metáfora es una advertencia de que la enseñanza debe ser impartida por líderes debidamente capacitados. También se relata en Mateo 15 Mateo 15:13-14.

### Una mota de aserrín
Jesús reprende a los que ven defectos en los demás y no se examinan a sí mismos. Mateo también relata la enseñanza (Mateo 7:3).

### El árbol y sus frutos
Jesús ofrece una parábola sobre cómo poner a prueba a una persona. También se relata en Mateo 7:15-20.

### Los constructores sabios y necios (6:46-49)
Esto representa una enseñanza acerca de colocar la vida de uno sobre la base sólida proporcionada por Jesús. También se menciona en Mateo 7:24-27.

### Comentario final
El discurso concluye destacando varias enseñanzas del Señor, cuyo común denominador es la importancia de la disposición interior sobre las manifestaciones externas de piedad o virtud. Las glosas de los santos nos ayudan a aplicar esta doctrina en la práctica. Al inicio, se enfatiza la necesidad de purificarnos para ver con claridad a Dios y a los demás:

«Si tú me dices: “Muéstrame a tu Dios”, yo te diré a mi vez: “Muéstrame tú al hombre que hay en ti”, y yo te mostraré a mi Dios. Muéstrame, por tanto, si los ojos de tu mente ven, y si oyen los oídos de tu corazón. (…) Ven a Dios los que son capaces de mirarlo, porque tienen abiertos los ojos del espíritu. Porque todo el mundo tiene ojos, pero algunos los tienen oscurecidos y no ven la luz del sol. Y no porque los ciegos no vean ha de decirse que el sol ha dejado de lucir, sino que esto hay que atribuírselo a sí mismos y a sus propios ojos. De la misma manera, tienes tú los ojos de tu alma oscurecidos a causa de tus pecados y malas acciones. 

Después, Jesucristo habla de pureza de intención. De la misma manera que los frutos dan a conocer el árbol que los produjo, las obras acaban por descubrir el corazón del que nacieron. Ahí está, en el corazón, la determinación última del valor de nuestras acciones, pues 

...no está el negocio en tener hábito de religión u no, sino en procurar ejercitar las virtudes y rendir nuestra voluntad a la de Dios en todo y que el concierto de nuestra vida sea lo que Su Majestad ordenare de ella, y no queramos nosotras que se haga nuestra voluntad, sino la suya.

Finalmente, recuerda que la perseverancia se edifica con las buenas obras, no sólo con las palabras o los buenos deseos: 

¿Cuál es el testigo más fidedigno sino el que confiesa a Jesucristo venido en carne, y guarda los preceptos evangélicos? Porque el que escucha pero no pone por obra niega a Cristo; aunque lo confiese de palabra, lo niega con sus obras. (…) El verdadero testigo es el que con sus obras sale fiador de los preceptos del Señor Jesús» 